# Самуеле Іначіо
Самуеле Іначіо Піа (2 квітня 2008, Бергамо) — італійський футболіст, нападник молодіжної академії німецького клубу Бундесліги «Боруссія» (Дортмунд).

## Особисте життя
Іначіо народився 2 квітня 2008 року в Бергамо, Італія. Він син бразильського футболіста Піа. Його мати — уродженка Бергамо, Італія. Він є племінником бразильського футболіста Джоелсона. Своїми футбольними кумирами вважає бельгійця Кевіна де Брюйне та бразильця Неймара. Уболівав за команду французької Ліги 1 «Парі Сен-Жермен». Почав грати у футбол у віці п'яти років.

## Кар'єра
У юнацькому віці приєднався до молодіжної академії італійського клубу «Аталанта». У 2024 році він приєднався до молодіжної академії дортмундської «Боруссії» з німецької Бундесліги. Інасіо гравець молодіжної збірної Італії. Виступав за збірну Італії до 16 років та збірну Італії до 17 років. 3 вересня 2024 року він дебютував за збірну Італії до 17 років у переможному матчі проти збірної Португалії з рахунком 2:0.
В складі збірної Італії (U-17) грав на чемпіонаті Європи 2025 де з 5 голами став кращим бомбардиром чемпіонату.

## Стиль гри
Іначіо переважно грає на позиції нападника. Він також може діяти як атакувальний півзахисник або вінгер. Його описують як «враженого… з його високим рівнем ігрового інтелекту, його здатністю використовувати обидві ноги та хорошим відчуттям простору».

## Титули і досягнення
Індивідуальний
- Найкращий бомбардир чемпіонату Європи серед юнаків (U-17): 2025